# 동행 (김동률의 음반)
《동행》은 김동률이 2014년 발매한 6번째 정규앨범이다. 김동률의 이번 앨범에는 이효리의 남편인 기타리스트 이상순, 가수 존 박 등이 참여해 발매 전부터 기대를 모았다. 김동률 6집 《동행》 타이틀곡 `그게 나야`는 한 남자가 옛 연인을 그리워하는 시와 같은 노랫말이 특징이며 잔잔한 피아노와 현악기 등으로 표현해 듣기 편안한 곡이다. `그게 나야` 뮤직비디오에는 배우 공유가 출연해 화제를 모았다.

## 개요
김동률의 소속사 측은 "김동률의 새 앨범 《동행》은 지금 이 순간의 김동률만이 할 수 있는 음악이다. 이것은 한 뮤지션이 20년의 시간동안 변하고 발전한 것, 그럼에도 불구하고 변치 않은 것이 이상적인 순간에 만난 결과물이다"라고 밝혔다. 이어 "《동행》 앨범의 노랫말들은 하나의 시와 같다. 김동률은 유행어나 속어는 배제한 채 가사의 운율을 맞추고 노래마다 시작부터 끝까지 명확한 흐름과 완결성을 가진 이야기를 썼다"라고 덧붙였다.
김동률의 6집 타이틀곡 <그게 나야>는 6집이 발매되자마자 멜론, 엠넷닷컴, 올레뮤직, 네이버 뮤직, 다음 뮤직, 벅스, 지니, 소리바다 등 8개 사이트의 실시간 차트에서 1위를 석권했다. 또한 올레뮤직, 네이버 뮤직, 벅스, 소리바다에서는 1~10위, 엠넷닷컴, 다음 뮤직, 지니에서는 1~9위까지 수록곡들이 차트 줄 세우기를 했다.

## 수록곡
1. 고백 - 4:25
2. 청춘 (feat. 이상순) - 4:25
3. 내 사람 - 4:28
4. Advice (feat. John Park) - 3:32
5. 그게 나야 - 4:44
6. 퍼즐 - 4:28
7. 내 마음은 - 4:39
8. 오늘 - 3:30
9. 그 노래 - 5:22
10. 동행 -  4:25